# Dessecador

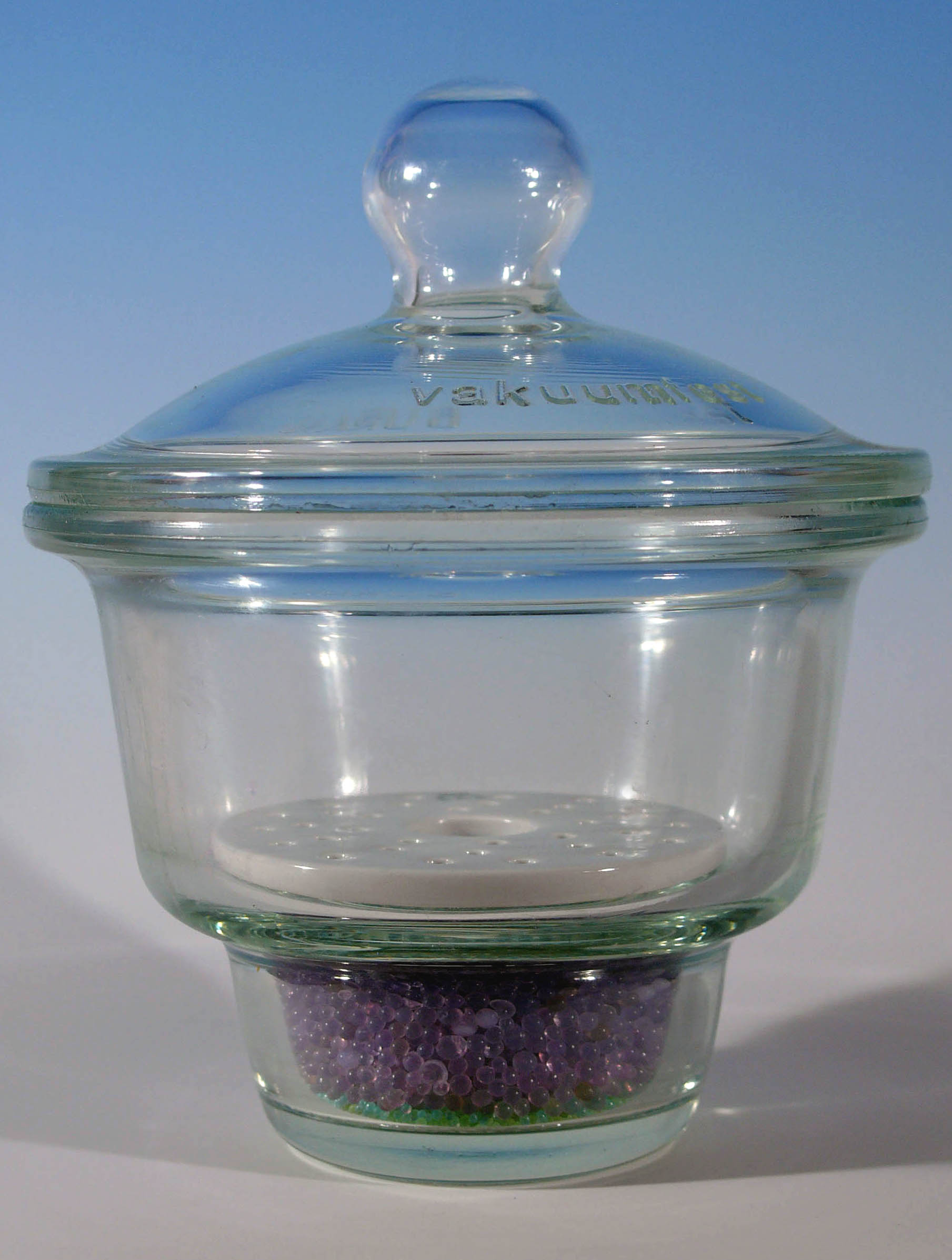

Um dessecador é um recipiente fechado que contém um agente de secagem chamado dessecante. A tampa é engraxada (normalmente com graxa de silicone) para que feche de forma hermética. É utilizado para guardar substâncias em ambientes com baixo teor de umidade.
O agente dessecante mais utilizado é a sílica-gel, um composto incolor. Costuma, entretanto ser adicionada de um indicador de humidade, que contem sais de cobalto. Quando seca apresenta uma coloração azul intensa. Ao saturar-se de umidade adquire uma coloração rosada, e torna-se incapaz de absorver a água do interior do dessecador, devendo ser regenerada num forno aquecido, até que readquira a coloração azul. Como auxílio ao processo de secagem de substâncias, é comum o acoplamento de uma bomba de vácuo para reduzir a pressão no interior do dessecador, quando o mesmo apresenta uma válvula para esta finalidade na tampa. Após o vácuo desejado, a válvula é fechada e a bomba de vácuo desacoplada.
Seu uso mais comum se dá nas etapas de padronização de soluções, onde um sal de uma determinada substância é aquecido em estufa e posteriormente, posto para esfriar sob pressão reduzida no interior do dessecador. O resfriamento a pressão reduzida e no interior do dessecador impede a absorção de água pelo sal a substância enquanto sua temperatura se iguala à ambiente, para que seja posteriormente pesado.